# Babintsi
Babintsi (bulgariska: Бабинци) är ett distrikt i Bulgarien.   Det ligger i kommunen Obsjtina Teteven och regionen Lovetj, i den centrala delen av landet, 80 kilometer öster om huvudstaden Sofia.
I omgivningarna runt Babintsi växer i huvudsak lövfällande lövskog. Runt Babintsi är det ganska glesbefolkat, med 32 invånare per kvadratkilometer.